# Марко Ловренчич

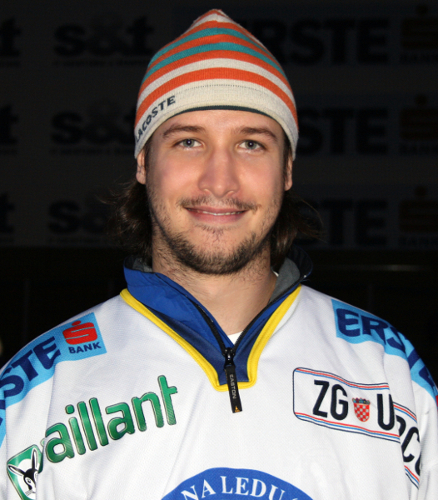
Марко Ловренчич у складі «Медвещака»

Ма́рко Лавре́нчич (хорв. Marko Lovrenčić; народився 22 листопада 1982, Загреб, Хорватія) — хорватський хокеїст, центральний нападник. 
У складі національної збірної Хорватії учасник кваліфікаційних турнірів до зимових Олімпійських ігор 2006 і 2010; учасник чемпіонатів світу 2001 (дивізіон I), 2002 (дивізіон I), 2003 (дивізіон I), 2004 (дивізіон II), 2005 (дивізіон II), 2006 (дивізіон I), 2007 (дивізіон II), 2008 (дивізіон I), 2009 (дивізіон I) і 2010 (дивізіон I). У складі молодіжної збірної Хорватії учасник чемпіонатів світу 2000 (група D), 2001 (дивізіон II) і 2002 (дивізіон II). У складі юніорської збірної Хорватії учасник чемпіонатів Європи 1999 (дивізіон II) і 2001 (дивізіон II).
Виступав за «Медвещак» (Загреб), «Загреб».